# JD・マクラリー
JD・マクラリー（JD McCrary、ジェイディー・マクラリー、2007年7月18日 - ）は、アメリカ合衆国の俳優、ダンサー、歌手。本名:ジェイドン・マクラリー (Jaydon McCrary)。2019年に映画『ライオン・キング』で子供時代のシンバ (en) の声を担当した。

## 概要
2018年8月、ハリウッド・レコードと、最年少アーティストとして契約をした。2019年1月24日、ファーストシングル「Keep in Touch」を発売した。

## ディスコグラフィ
- 2019年 - ライオン・キング

## 出演

### 映画
2019年
- リトル - アイザック
- ライオン・キング - シンバ（幼少期）

2022年
- 13:ザ・ミュージカル - ブレット

### テレビドラマ
- ティーン・スパイ K.C.（2015年 - 2016年、アーニー・クーパー〈青年期〉）